# Chowky
Chowky (hindijščina: चौकी chaukee, tudi chowkey, chauky in chauki) je policijska delovna postaja, vrata ali policijski predal v indijski policiji in je osnovna enota policijskih postaj na katerem koli območju.. Vsak chowky je pod nadzorom sub-inšpektorja.. V državni policijski službi je na primer običajno več delovnih postaj kot policijskih postaj, na primer v Maharaštri.